# Libia na Letnich Igrzyskach Olimpijskich 1964
Libię na Letnich Igrzyskach Olimpijskich 1964 reprezentował jeden zawodnik. Był to pierwszy start reprezentacji Libii na letnich igrzyskach olimpijskich.
Suliman Fighi Hassan miał wystartować w maratonie, ale nie pojawił się na starcie biegu.